# Kagamil
Kagamil (anglicky Kagamil Island) je jedním z Ostrovů čtyř hor v Aleutském souostroví. Administrativně patří tento neobydlený ostrov americkému státu Aljaška.

## Geografie
Kagamil je nejvýchodnějším z Ostrovů čtyř hor. Nachází se 6 km severně od ostrova Čuginadak a 1,9 km jižně od ostrova Uliaga. Ostrov je skalnatý a nebydlený. Dlouhý je asi 10 km a široký 5 km.
Podnebí na ostrově je chladné přímořské, často zde jsou mlhy a srážky.

## Vulkán
Jižní polovině ostrova dominuje stratovulkán Kagamil, který má dva vrcholy. Vyšší dosahuje výšky 893 m a nižší 690 m. Sopečnou činnost dosvědčují horké prameny a fumaroly na jihovýchodní straně ostrova. Poslední známá erupce byla v prosinci 1929.

## Kagamilské mumie
V předruském období byl ostrov důležitý pro domorodé Aleuty, kteří zde mumifikovali své mrtvé a měli zde desítky hrobů. Na Kagamilu byl nalezen největší počet mumií ze všech Aleutských ostrovů. Ve dvou pohřebních jeskyních se našly ostatky přibližně 200 lidí. Ještě v roce 1862 zaznamenal ruský pravoslavný kněz Lavrentij Salamatov z ostrova Atka, že Aleuti navštěvují na Kagamilu pohřební jeskyně, aby získali proroctví a věštby od svých mumií.
První zkoumání ostrovních mumií provedl Henry Wood Elliott, který v roce 1874 objevil na ostrově 12 mumií, které detailně popsal. Mezi lety 1936 až 1938 na Kagamilu český antropolog Aleš Hrdlička našel více než 50 dalších hrobů.

## Galerie

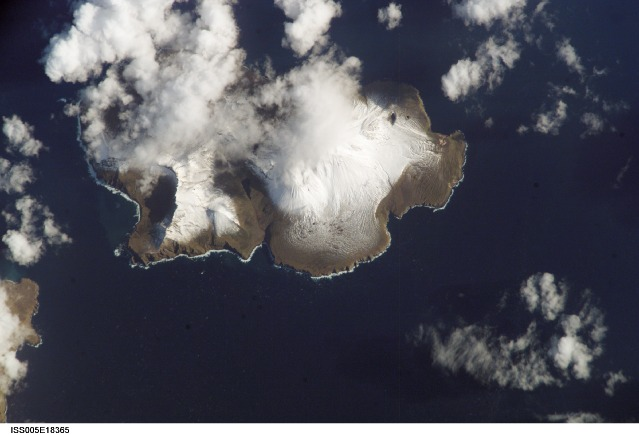
Satelitní snímek Kagamilu
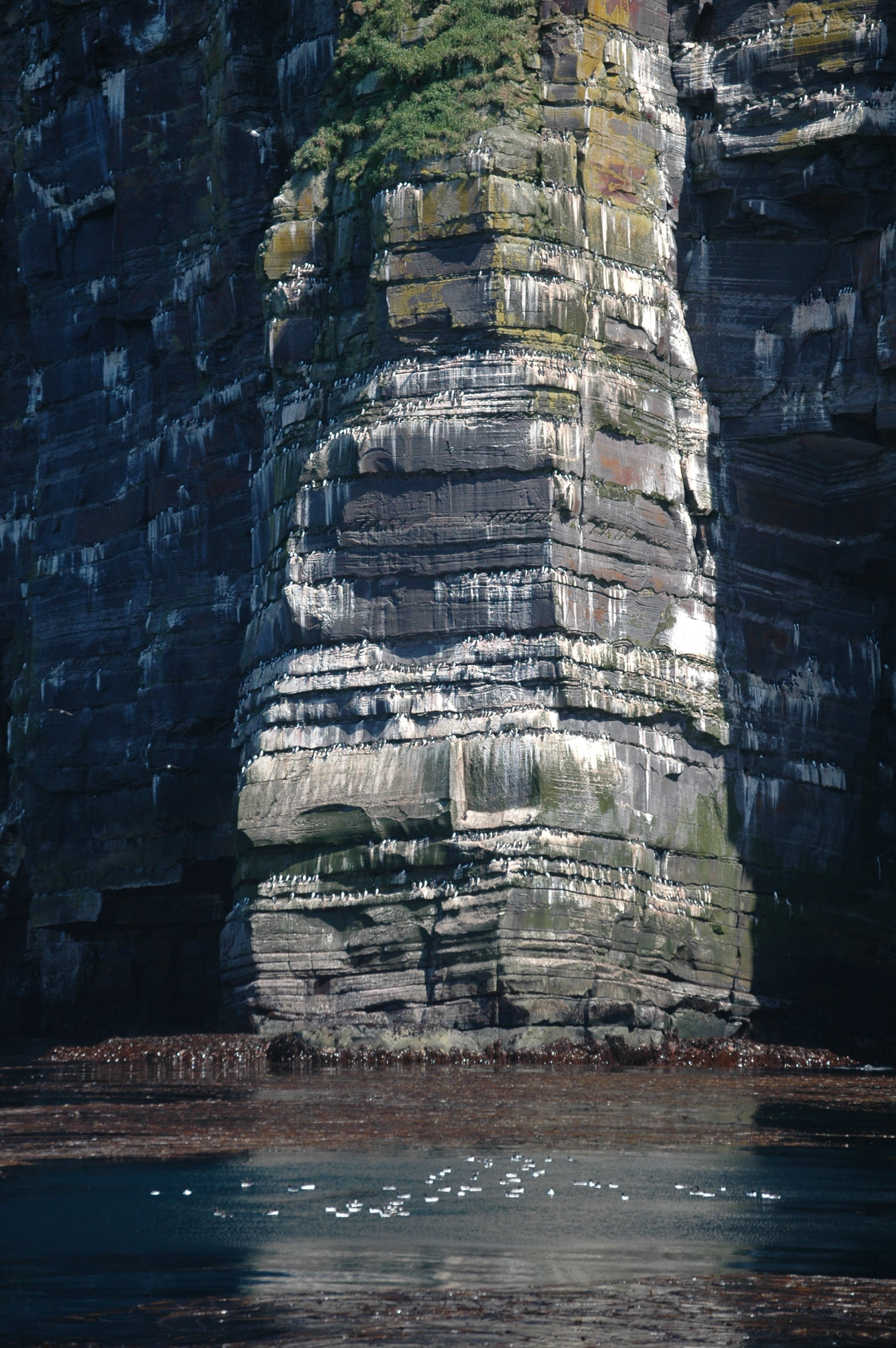
Ptačí stěna (2010)
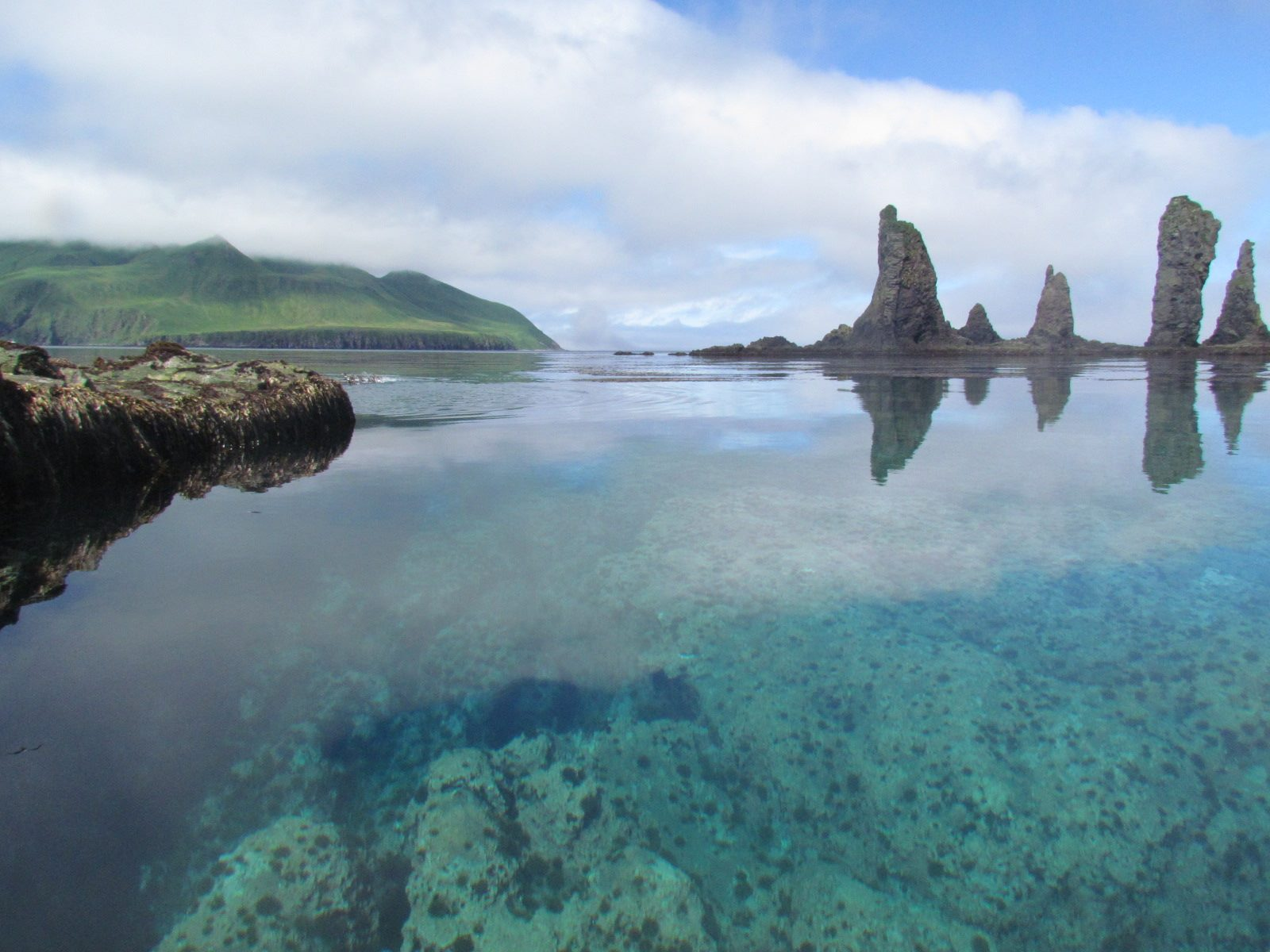
Severní pobřeží ostrova (2018)
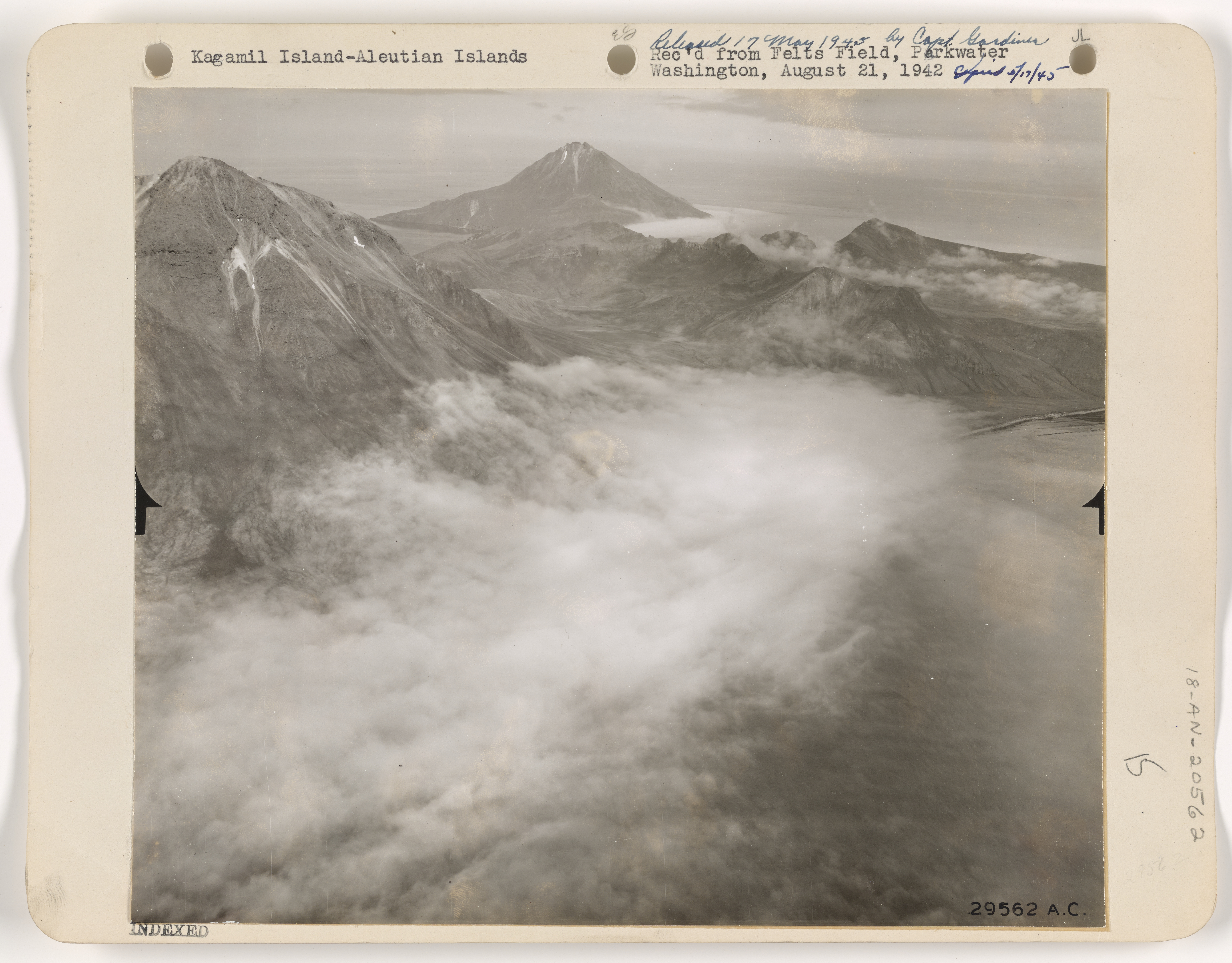
Kagamil (1942)